# Edgard Mathot
 (janvier 2016).
Si vous disposez d'ouvrages ou d'articles de référence ou si vous connaissez des sites web de qualité traitant du thème abordé ici, merci de compléter l'article en donnant les références utiles à sa vérifiabilité et en les liant à la section « Notes et références ».
Edgard Mathot, né à Andenne (Belgique), le 8 septembre 1921, est un joueur de football belge. Il évoluait au poste de demi.

## Biographie
Formé à Andenne, il évolue à l'Union Saint Gilloise, puis au Standard de Liège, avec lequel il remporte la Coupe de Belgique en 1954.

## Palmarès
- Vainqueur de la Coupe de Belgique en 1954 avec le Standard de Liège